# Европско првенство у атлетици у дворани 1976 — троскок за мушкарце
Такмичење у троскоку у мушкој конкуренцији на 6. Европском првенству у атлетици у дворани 1975. одржано је 22. фебруара 1976. године у  Олимпијској дворани у Минхену, Западна Немачка.
Титулу европског првака освојену на Европском првенству у дворани 1975. у Катовицама одбранио је Виктор Сањејев из Совјетског Савеза.

## Земље учеснице
Учествовало је 9 атлетичара из 7 земаља.
1. Западна Немачка (1)
2. Пољска (2)
3. Румунија (1)
4. Совјетски Савез (1
5. Финска (1)
6. Француска (2)
7. Чехословачка (1)1)

## Рекорди
| Рекорди пре почетка Европског првенства у дворани 1975.     | Рекорди пре почетка Европског првенства у дворани 1975. | Рекорди пре почетка Европског првенства у дворани 1975. | Рекорди пре почетка Европског првенства у дворани 1975. | Рекорди пре почетка Европског првенства у дворани 1975. | Рекорди пре почетка Европског првенства у дворани 1975. |
| ----------------------------------------------------------- | ------------------------------------------------------- | ------------------------------------------------------- | ------------------------------------------------------- | ------------------------------------------------------- | ------------------------------------------------------- |
| Светски рекорд                                              | Виктор Сањејев                                          | Совјетски Савез                                         | 17,16                                                   | Москва Совјетски Савез                                  | 0. фебруар 1976.                                        |
| Европски рекорд у дворани                                   | Виктор Сањејев                                          | Совјетски Савез                                         | 17,16                                                   | Москва Совјетски Савез                                  | 0. фебруар 1976.                                        |
| Рекорди европских првенстава                                | Михал Јоахимовски                                       | Пољска                                                  | 17,03                                                   | Гетеборг Шведска                                        | 10. март 1974.                                          |
| Рекорди после завршеног Европског првенства у дворани 1975. |                                                         |                                                         |                                                         |                                                         |                                                         |
| Нових рекорда није било                                     |                                                         |                                                         |                                                         |                                                         |                                                         |

## Освајачи медаља
|                                |                      |                           |
| Виктор Сањејев Совјетски Савез | Карол Корбу Румунија | Бернард Ламитје Француска |

## Резултати

### Финале
| Место | Такмичар            | Земља           | ЛР                  | ЛРС   | Резултат | Белешка |  |
| ----- | ------------------- | --------------- | ------------------- | ----- | -------- | ------- |  |
|       | Виктор Сањејев      | Совјетски Савез | 17,16 СРд, ЕРд, НРд | 17,16 | 17,10    |         |  |
|       | Карол Корбу         | Румунија        | 16,91               |       | 16,75    |         |  |
|       | Бернрд Ламитје      | Француска       | 16,56               | 16,56 | 16,68    | ЛРд     |  |
| 4.    | Волфганг Kolmsee    | Западна Немачка |                     |       | 16,47    |         |  |
| 5.    | Пенти Кукасјарви    | Финска          |                     |       | 16,44    | НРд     |  |
| 6.    | Павел Сасин         | Чехословачка    |                     |       | 16,36    | НРд     |  |
| 7.    | Кристијан Валатидје | Француска       |                     |       | 16,30    |         |  |
| 8.    | Анджеј Сонтаг       | Пољска          | 16,35               | 16,35 | 16,16    |         |  |
| 9.    | Еугениус Бискупски  | Пољска          | 16,56               | 16,56 | 16,16    |         |  |

Подебљани лични рекорди су и национални рекорди земље коју такмичар представља

## Укупни биланс медаља у троскоку за мушкарце после 7. Европског првенства у дворани 1970—1976.
|    | Земља           |   |   |   |    |
| -- | --------------- | - | - | - | -- |
| 1. | Совјетски Савез | 5 | 1 | 4 | 10 |
| 2. | Румунија        | 1 | 3 | 1 | 4  |
| 3. | Пољска          | 1 | 2 | 0 | 3  |
| 4. | Источна Немачка | 0 | 1 | 0 | 1  |
| 5. | Француска       | 0 | 0 | 2 | 2  |
|    | Укупно {5}      | 7 | 7 | 7 | 21 |

|    | Атлетичар         | Земља           |   |   |   |   |
| -- | ----------------- | --------------- | - | - | - | - |
| 1. | Виктор Сањејев    | Совјетски Савез | 4 | 0 | 0 | 4 |
| 2. | Карол Корбу       | Румунија        | 1 | 3 | 0 | 4 |
| 3. | Михал Јоахимовски | Пољска          | 1 | 2 | 0 | 3 |